# Марк Скрибоній Лібон Друз
Марк Скрибоній Лібон Друз (*Marcus Scribonius Libo Drusus, прибл. 15 до н. е. —13 вересня 16) — політичний діяч Римської імперії.

## Життєпис
Походив з роду нобілів Скрибоніїв. Син Луція Скрибонія Лібона. Молодший син Луція Скрибонія Лібона. Отримав когномен Друз від свого дядька Марка Лівія Друза Лібона, консула 15 року до н. е., або був ним усиновлена. Приблизно з 13 року входив до колегії понтифіків.
У 15 році н. е. Фірм Кат схилив Лібон Друза до підготовки змови проти імператора Тіберія. Незабаром Тиберію стало про це відомо з доносу самого Ката, але протягом року він нічого не робив проти Лібон Друза і навіть дав йому посаду претора у 16 році, але пильно стежив за усіма його діями, збираючи докази. У 16 році Фульціній Тріон і Фірм Кат звинуватили Лібон Друза в образі величності. Зважаючи на хворобу, він змушений був прибути в сенат на ношах. На засіданні були пред'явлені викривальні листи. Не чекаючи закінчення процесу, Лібон Друз вчинив самогубство. Вже після його смерті сенат виніс йому обвинувальний вирок.